# Lisa Jackson (femme politique)
Pour les articles homonymes, voir Lisa Jackson et Jackson.
Lisa Perez Jackson, née le 8 février 1962 à Philadelphie en Pennsylvanie, est vice-présidente chez Apple. Elle est connue notamment pour avoir été l'administratrice de l'Agence de protection de l'environnement des États-Unis depuis le 20 janvier 2009, dans l'administration Obama. Première Afro-américaine à ce poste, elle était auparavant membre du cabinet du New Jersey de 2006 à 2008, servant comme chef de cabinet du gouverneur du New Jersey Jon Corzine et comme commissaire du Département de la protection environnementale (NJDEP).
Le 27 décembre 2012, Lisa P. Jackson annonce qu'elle quitte son poste d'administratrice de l'Agence de protection de l'environnement, le 20 janvier 2013, jour d'investiture du président Barack Obama. Gina McCarthy lui succède.
Elle rejoint donc l'entreprise Apple quelques mois après avoir démissionné de son poste au sein de l'EPA. L. Jackson occupe actuellement le poste de vice-présidente de l'environnement, de la politique et des initiatives sociales. Elle rend compte directement au PDG Tim Cook.

## Vie, éducation et famille
Lisa Perez Jackson grandit dans un quartier de classe moyenne à prédominance afro-américaine de La Nouvelle-Orléans, en Louisiane.
Jackson est diplômée de l'université de Tulane, école des sciences de l'ingénieur, ainsi que d'un master en génie chimique obtenu à Princeton.

## Carrière
Lisa Perez Jackson rejoint d'abord l'EPA en tant qu'ingénieur en 1987 avant d'être mutée au bureau régional de New York. Elle y reste pendant 16 ans.
Elle quitte l'EPA en 2002 pour rejoindre le département de la protection de l'environnement du New Jersey en tant que commissaire adjointe de la conformité et de l'application et commissaire adjointe de la gestion de l'utilisation des terres. On la nomme par la suite commissaire à la protection de l'environnement du New Jersey en 2006. Jackson est ensuite nommée chef de cabinet du gouverneur Jon Corzine en décembre 2008. Enne ne reste que deux semaines en poste.
C'est durant cette même année que le président Barack Obama lui-même la nomme en tant qu'administratrice au sein de l'agence de protection de l'environnement des États-Unis.Durant ce poste, elle est notamment chargée de fixer de nouvelles réglementations sur les émissions de CO2 et d'autoriser la reconnaissance du dioxyde de carbone comme une menace pour la santé. Lisa P. Jackson a permis de moderniser les lois américaines sur la gestion des produits chimiques en appelant à une innovation en matière de protection de l'eau potable et de nouvelles normes concernant l'air pur. Elle est devenue la première administratrice de l'EPA à se concentrer sur la réforme de la loi de 1976 sur le contrôle des substances toxiques, qui réglemente l'introduction de produits chimiques nouveaux ou existants.
Jackson est promue en 2015 au poste de vice-présidente de l'environnement, de la politique et des initiatives sociales, un poste politique de premier plan parmi les dirigeants d'Apple.
Élue en 2021, Lisa Jackson est membre de l'Académie américaine des arts et des sciences.